# Olgia
Olgia (лат.) — род песочных ос из подсемейства Bembicinae (триба Bembicini). 6 видов.

## Распространение
Палеарктика (юго-восточная Европа, Северная Африка, Центральная Азия). В Европе 1 вид. Для СССР указывалось около 3 видов.
В Палеарктике 6 видов, в России 1 вид.

## Описание
Мелкие осы (7—9 мм). Лицо узкое. Задние углы среднеспинки заострённые. Коготки без зубчика у основания.

## Систематика
6 рецентных видов. Относится к трибе Bembicini.
- Olgia bensoni (Beaumont, 1950) — северо-западная Африка[5]
- Olgia helena Beaumont, 1953 — Греция, Ближний Восток
- Olgia maracandica (Radoszkowski, 1877)
- Olgia modesta Radoszkowski, 1877 — Туркмения
- Olgia spinulosa de Beaumont, 1953 — Кавказ, Югославия, Ближний Восток[5]
- Другие виды